# Euplexia plumbeola
Euplexia plumbeola là một loài bướm đêm trong họ Noctuidae.